# رشکنانیه
رشکنانیه (به عربی: رشكنانيه) یک منطقهٔ مسکونی در لبنان است که در شهرستان صور واقع شده‌است.